# 안드로메다 은하와 우리 은하의 충돌
대부분의 은하가 우리 은하로부터 멀어져 가고 있지만, 국부 은하군 중 가장 큰 은하인 안드로메다 은하는 초속 120킬로미터의 속도로 우리 은하를 향해 접근하고 있다. 38억 년 후 안드로메다와 우리 은하는 충돌할 것이며, 조석력이 양측 은하의 나선팔 모양을 거대한 조석 꼬리 형태로 바꾸어 놓을 것이다. 천문학자들은 이와 같은 쌍방의 형태 변화가 일어날 때 우리 태양계가 우리 은하의 중력권에서 탈출할 가능성이 약 12 퍼센트이며, 안드로메다 은하의 중력권에 편입될 가능성이 약 3 퍼센트라고 보고 있다.
결국, 약 56억 년 후 우리 은하와 안드로메다는 완전히 합쳐져서 거대한 타원 은하가 될 것이다. 그리고 그이름을 밀코메다라고 부른다. 합쳐지는 동안 중력이 늘어나며, 이로써 가스의 양이 충분하면 가스는 새로 생겨나는 타원 은하의 중심부로 끌려갈 것이다. 그 때문에 폭발적 항성생성으로 불리는, 항성 탄생의 빈도가 매우 높아지는 현상이 발생할 것이다. 여기에 은하 중심을 향해 떨어지는 가스는 새로 태어난 블랙홀을 활동 은하로 바꿀 것이다. 이러한 상호 작용으로 발생하는 힘은 태양계를 새로운 은하의 바깥쪽 헤일로로 이동시켜, 앞서 설명한 작용으로 말미암아 발생하는 복사 에너지의 영향을 덜 받게 할 것이다.

## 태양계에 미칠 영향
두 은하가 부딪히면 행성계 근처를 다른 항성이 지나갈 때 행성들을 성간 공간으로 날려 버릴 수 있지만, 우리 은하와 안드로메다은하가 충돌하더라도 별과 별 사이 거리는 매우 멀어서 그러한 충돌이 태양계에 영향을 미칠 확률은 매우 적다.
그러나 시간이 흐르면서 항성이 태양계 근처를 지날 누적 확률은 증가하며, 그 때문에 행성의 궤도가 엉망이 될 가능성은 피할 수 없게 된다. 빅 크런치 또는 빅 립와 같은 우주 종말 시나리오가 일어나지 않는다고 가정하면, 계산에 따르면, 어떤 항성이 죽은 태양 근처를 지나가면서 행성들을 이탈시키는 사건은 1015년(1천조 년) 후 발생한다고 한다. 이 사건이 발생할 경우, 그때가 태양계가 종말을 맞는 시점이 될 것이다. 그러나 이와 같은 일이 벌어지기 전까지 태양과 행성들이 어떻게든 살아남는다면, 태양계는 계속 존속하게 된다.

## 충돌된 후의 명칭
충돌 이후 형성된 은하는 밀코메다 은하(Milkomeda) 라고 불린다. 이 은하는 타원은하처럼 보이겠지만 현재 존재하는 타원은하들에 비하여 중심의 밀도가 낮을것이다.

## 같이 보기
- 메이올 천체